# 不来梅哈芬
不来梅哈芬（德語：Bremerhaven，德語發音：[bʁeːmɐˈhaːfən] ⓘ）位于德国西北部威悉河的入海口，与不来梅组成了德国最小的联邦州不来梅州，两市之间有60公里的距离。它是位于易北河和威悉河下游之间的“易北-威悉三角地带”的中心城市，也是德国北海沿海城市中唯一一个人口超过十万的大型城市。不来梅哈芬是欧盟划定的“不来梅-奥尔登堡大都市圈”的城市之一，处在与“汉堡大都市圈”的临界线上。
依靠它的远洋港区，不来梅哈芬是德国主要的出口门户，同时跻身欧洲最大的港口城市之列。此外，它还是德国重要的科研中心，2005年被德国科学基金会协会评为“科学城”。

## 发展历史

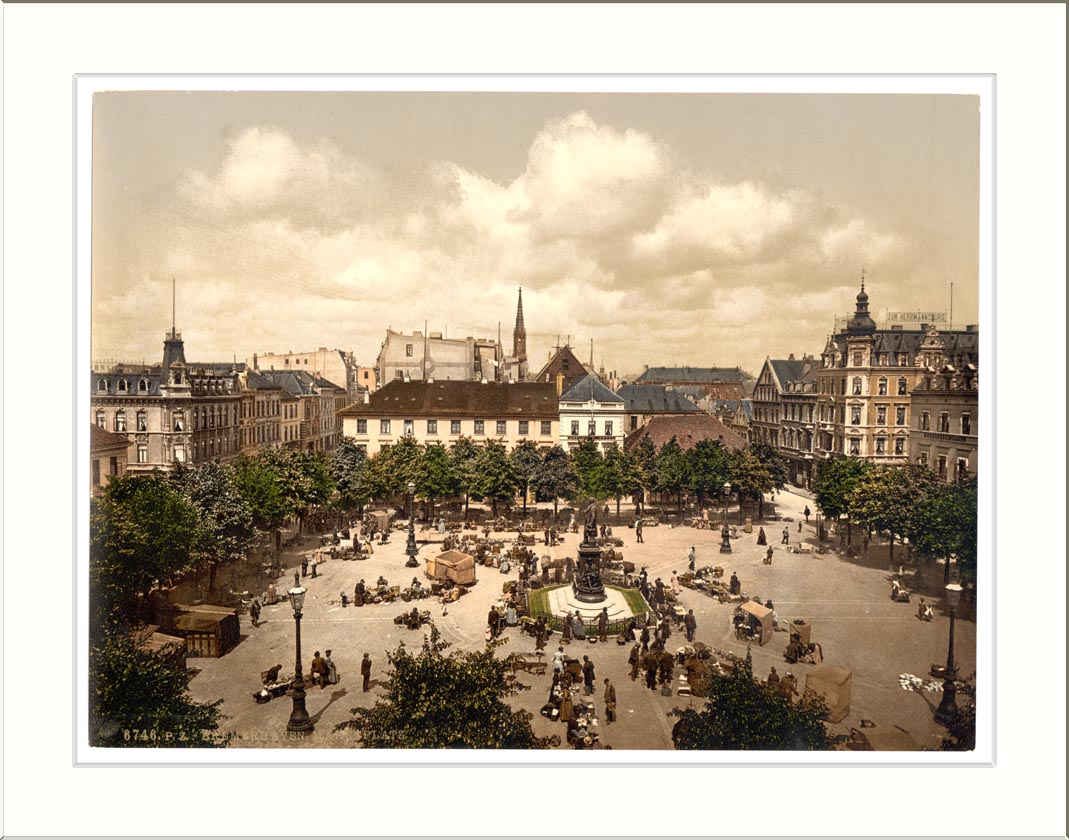
不来梅哈芬老图片

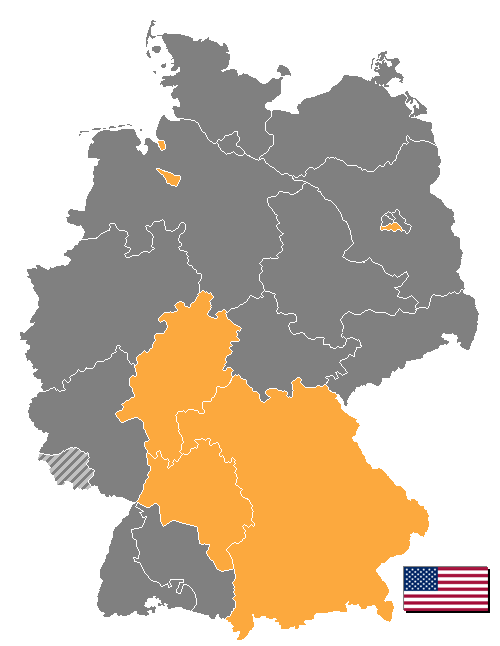
原美占区分布图

- 中世纪时期：历史文献于1139年首次提到格斯特多夫和乌尔斯多夫两个村，1275年又提到勒和，勒和从中世纪开始就已经是这一地区的行政和市集中心。不来梅大主教和不来梅市一直在争夺对这一地区的掌控权。1648至1654年之间，这一地区被瑞典占领，1719年起又划归不伦瑞克-吕讷堡选帝候国，1814年归属汉诺威王国。

- 不来梅哈芬建市：由于威悉河的不断沙化，不来梅市长约翰•斯密特从汉诺威王国购入现在不来梅哈芬中心区的这块土地，建设不来梅外港，并将城市命名为不来梅哈芬——哈芬在德语中的含义是港口，因此这个城市又译不来梅港市。1830年旧港池建造完毕。到1854年，不来梅哈芬已经发展为欧洲向外移民人口数最多的港口。在19世纪下半叶，又先后有新港池、凯撒港池、凯撒船闸等港口设施建成。1857年，北德商船（又称北德劳埃德）成立，并迅速发展为不来梅最大的船公司，甚至于1881年成为当时世界上最大的船公司，不来梅哈芬也随之扬名海外。二战中不来梅州的港口设施几乎完全被摧毁，1962年在原本的哥伦布码头重建了邮轮码头。从1975年起，集装箱码头一步步扩大，现有5公里长的规模。

- 渔港：不来梅哈芬的渔港（最早属于格斯特明德）早在1925年就被称为欧洲大陆最大的渔港，1971年渔港成为一个独立的城区。

- 近当代发展：不来梅哈芬的周边市镇历经几番整合，最终合并成威悉明登市。1939年，甚至连不来梅哈芬也被划入普鲁士王国的威悉明登市，只有远洋港区被单独圈出，交给不来梅市。1947年1月，美国占领军宣布威悉明登市改称不来梅哈芬，作为城市划入联邦德国最小的联邦州不来梅州，但是远洋港区依然归不来梅市所有。

## 概况

### 行政区划

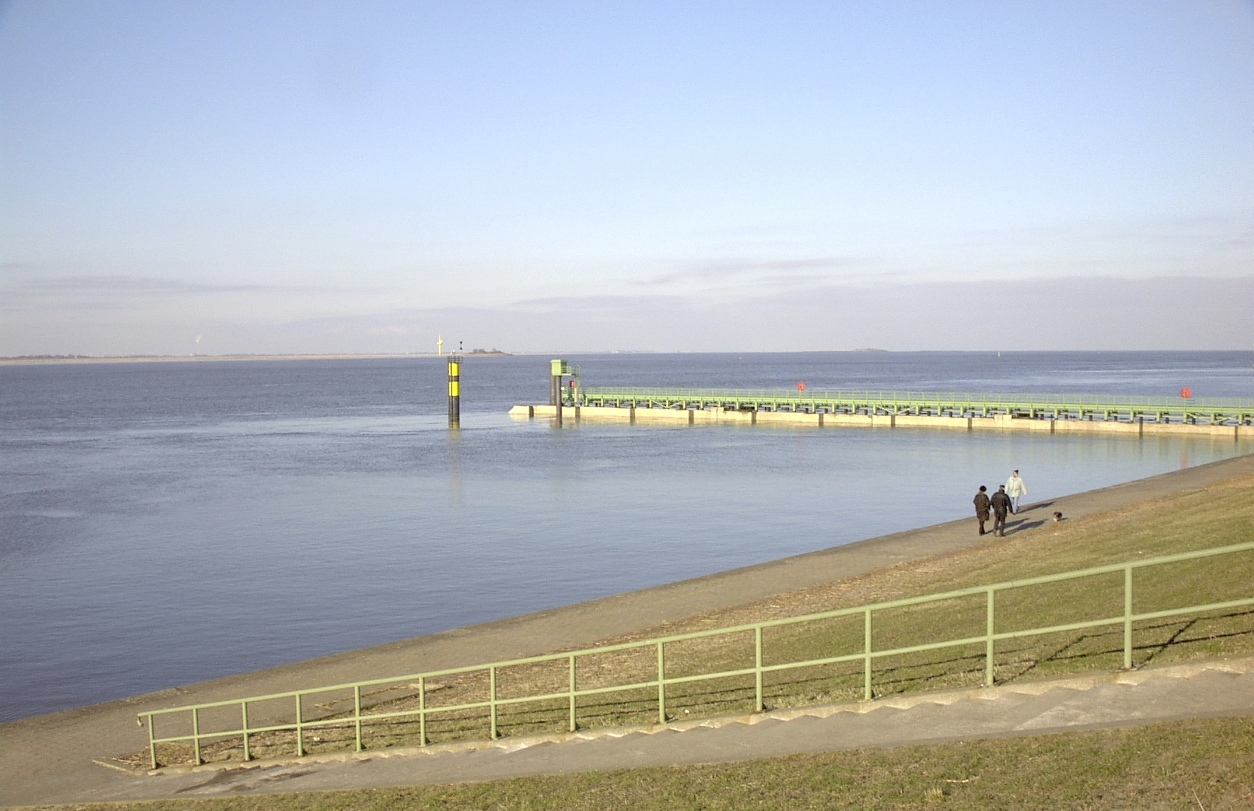
威悉河入海口

不来梅哈芬市划分为南北两个大区（Stadtbezirk），大区之间由格斯特河（Geeste）隔开。两个大区下辖9个城区（Stadtteil）和24个街道（Ortsteil）。不来梅哈芬的远洋港区隶属于不来梅市。不来梅哈芬市按照两市的协议代理行政管辖权。
不来梅哈芬向北与朗根、向东与希夫多夫、向南与洛克斯施泰特接壤，往西与诺登哈姆隔河相望、通过轮渡相连。这些周边市镇都隶属于下萨克森州，因此不来梅哈芬是不来梅州的一块飞地。

紅色部分為不萊梅港，灰色部分為其他不來梅州轄區（即不来梅市）

### 气候特征
由于受到北海的影响，不来梅哈芬的气候属于温带海洋性气候。夏季很少长时间温度超多30摄氏度，冬天不常降雪、气温很少低于零下10摄氏度。

### 市徽

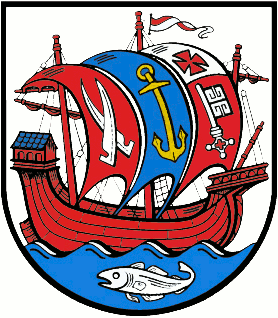
不来梅哈芬市徽

不来梅哈芬的市徽展示的是一艘在波浪中前行的帆船，船代表港口，波浪中的鱼代表渔业，而船帆上的三个图案镰刀、船锚以及钥匙和十字架分别代表着并入不来梅哈芬的三个城市勒和、格斯特明德和不来梅哈芬本身。

## 友好城市
截至2021年9月，不来梅共与六座城市结为友好城市关系：
- 法國 科唐坦地区瑟堡（1960年）
- 英国 东北林肯郡（1963年）
- 芬兰 波里（1969年）
- 丹麦 腓特烈港市镇（1979年）
- 波蘭 什切青（1990年）
- 俄羅斯 加里宁格勒（1992年）

该市还计划与美国巴尔的摩缔结友好城市关系。此外，不来梅哈芬港与上海港签署了友好港协议。

### 人口
根据人口统计数据，不来梅哈芬历史上最高的居民数为1965年的146200人。2010年，在不来梅哈芬及周边地区一共居住着17万人口，其中市区人口为11.5万。

## 文化

### 历史名胜与主要景观
中心区和港口区

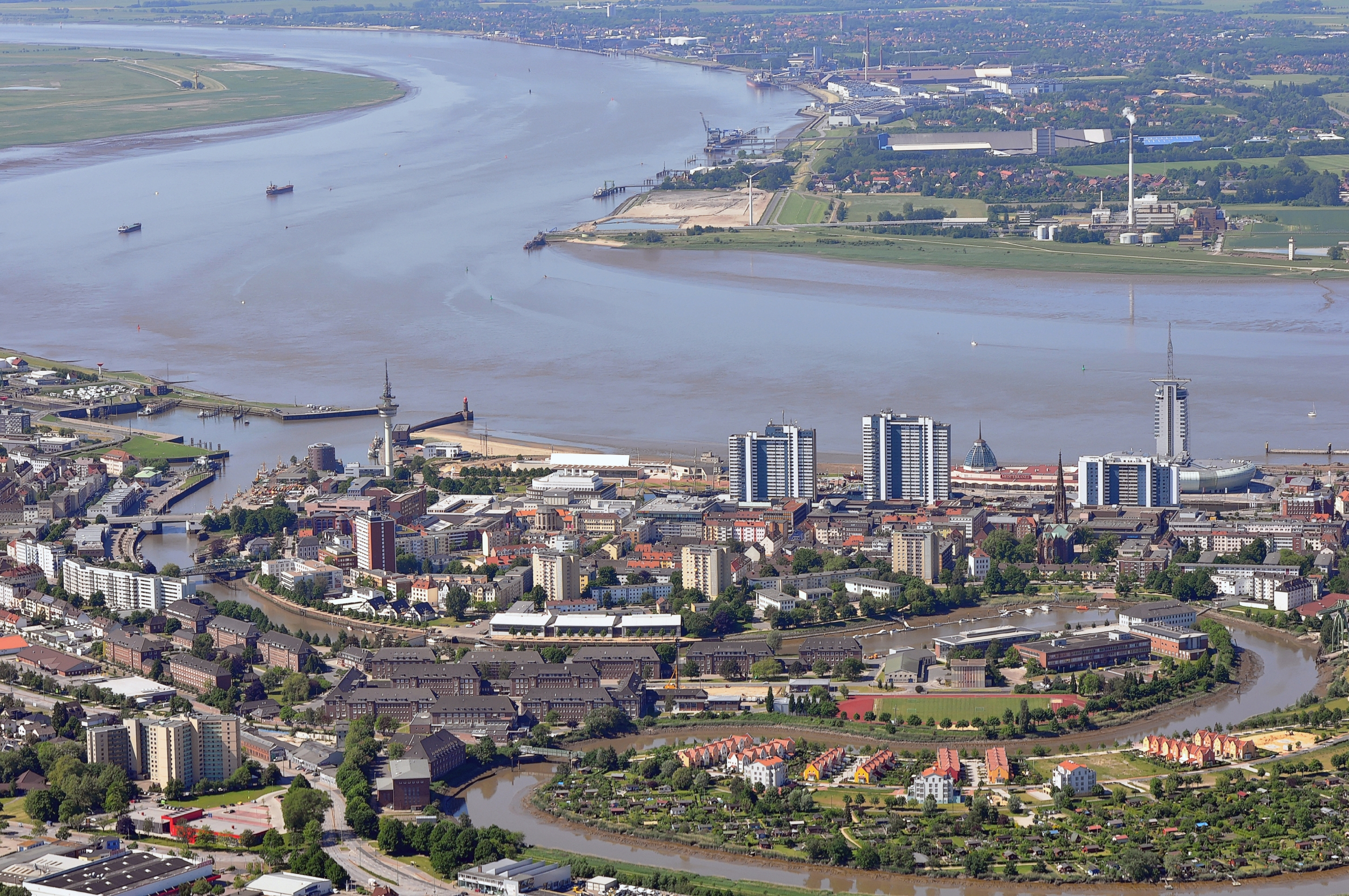
不来梅哈芬航拍图

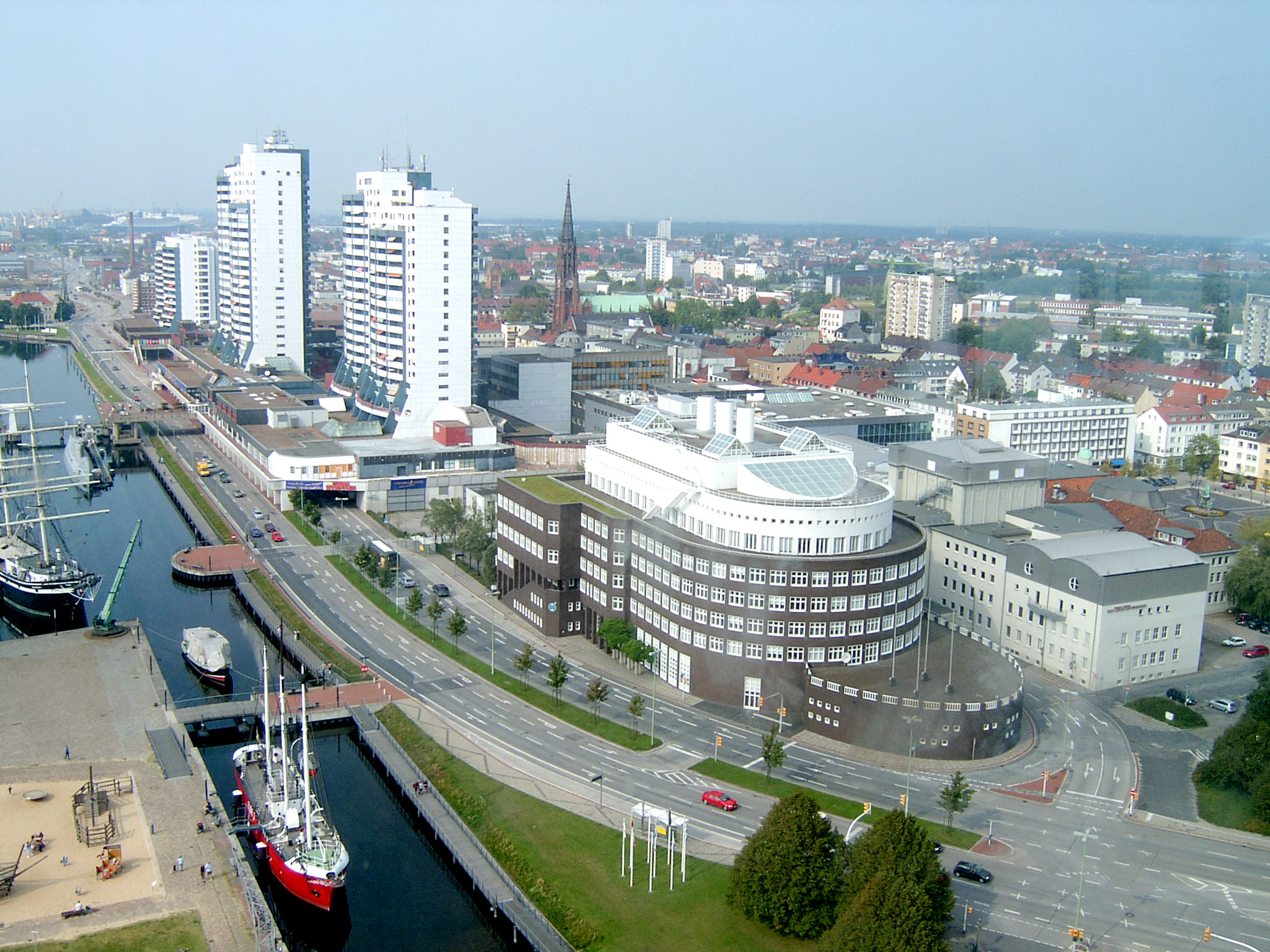
不来梅哈芬市中心

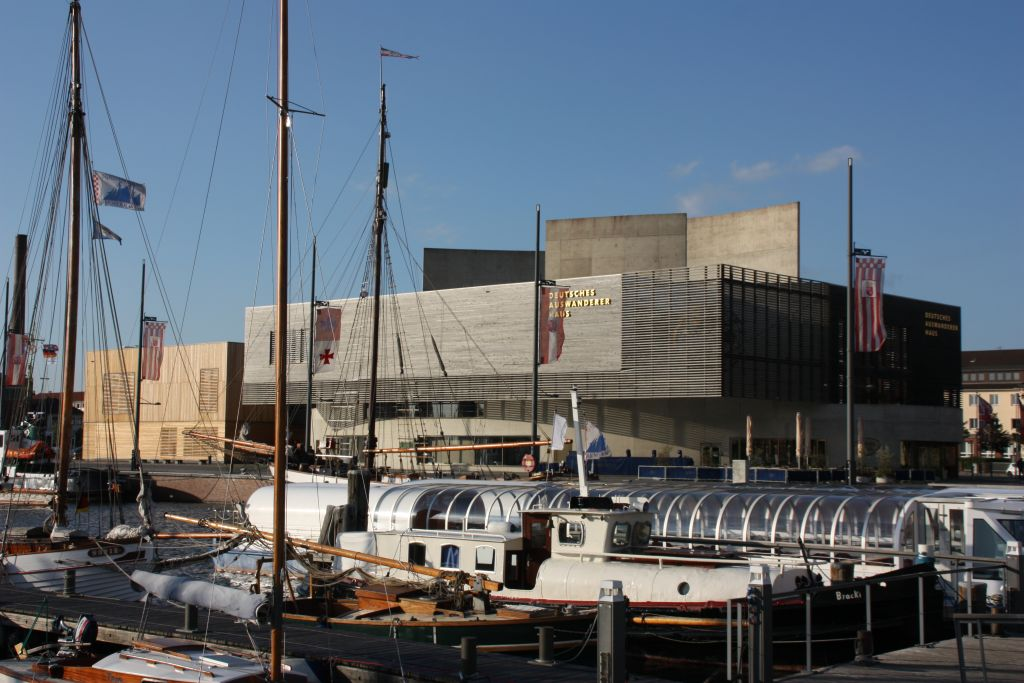
不来梅哈芬海外移民博物馆

- 德国海外移民博物馆（Deutsches Auswandererhaus）

德国海外移民博物馆（Deutsches Auswandererhaus）于2005年开馆，位于新港池边。这个博物馆通过实物、声音和图像模拟的手段讲述19和20世纪德国人通过不来梅哈芬向海外移民的过程和历史。其中德国人移民最主要的目的地是美国
。德国移民的后裔甚至可以在博物馆的资料库中查询先辈在不来梅哈芬登船时的纪录。2012年8月，博物馆增加了一个介绍18世纪以来世界各地的人们移民到德国的历史的新展馆，从而成为德国唯一具有此类展览的博物馆。
这个博物馆于2007年获得了“欧洲年度博物馆”的荣誉，其获奖主要原因是它通过场景模拟的方式讲述一段感人的历史。德国的博物馆上一次获得此项荣誉在此前15年前。
- 德国海事博物馆（Deutsches Schiffahrtsmuseum）

德国海事博物馆（Deutsche Schiffahrtsmuseum——DSM）于上世纪70年代开馆，它是德国的国家级航海博物馆，兼备展览与科研的功能。这个博物馆隶属于著名的莱布尼茨学会。德国航海博物馆最重要的陈列品是在不来梅发现的来自1380年的古代商船。展馆的各个展区分别针对不同的历史时代和不同的话题，例如商船、渔业和捕鲸业、极地研究、军事等等。此外，在博物馆前的旧港池还能看到来自各个时期的不同船舶样品。
- 特奥多尔•豪斯广场（Theodor-Heuss-Platz）以及斯密特市长塑像
- 斯密特市长纪念教堂（新哥特式）
- 不来梅哈芬美术馆（Kunsthalle）
- 哥伦布购物中心（Columbus-Center）、地中海风情Mediterraneo购物中心
- 帆船城市大西洋酒店（Atlantic Hotel Sail City）及楼顶观光平台
- 东经八度气象馆（Klimahaus 8° Ost –气候变化科普教育馆）
- 旧港池（Alter Hafen）的古帆船Seute Deern、潜水艇博物馆及其他船舶展品
- 新港池（Neuer Hafen）船闸边的大灯塔
- 无线通讯塔观光平台（Richtfunkturm）
- 海滨动物园（Zoo am Meer）：企鹅馆、北极熊馆
- 哥伦布码头及哥伦布邮轮中心（Columbus Cruise Center Bremerhaven）
- 北船闸的集装箱眺望塔（Containeraussichtsturm）
- 各种港口游览船
- 港口观光大巴（Hafenbus）

勒和区（Lehe）
- 不来梅哈芬历史博物馆（Historisches Museum Bremerhaven）
- 不来梅哈芬市政大厅（Stadthalle）——德国甲级篮球联赛“不来梅哈芬北极熊队/Eisbären Bremerhaven”的主场
- 不来梅哈芬冰球馆（Eisarena）——不来梅哈芬专业冰球队“渔城企鹅队/Fischtown Pinguins”的主场

格斯特明德区/乌尔斯多夫区（Geestemünde/Wulfsdorf）
- 渔港橱窗（Schaufenster Fischereihafen）——水族馆、渔业博物馆以及鱼类店铺

### 主要剧院
- 不来梅哈芬市立剧院（Stadttheater Bremerhaven）
- 不来梅哈芬市立剧院小演剧场（das Kleine Haus）
- 渔港剧场（Theater im Fischereihafen）

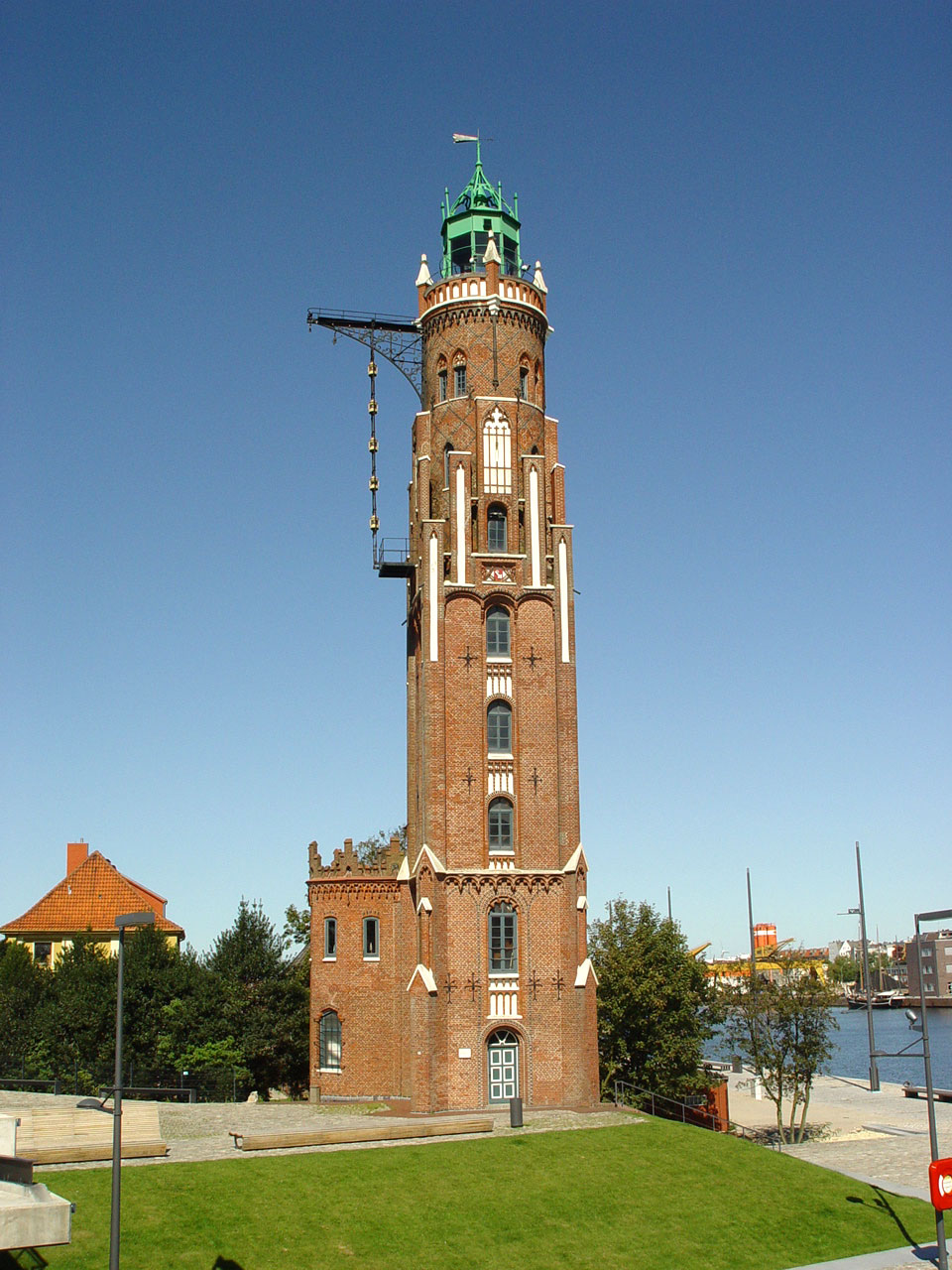
大灯塔
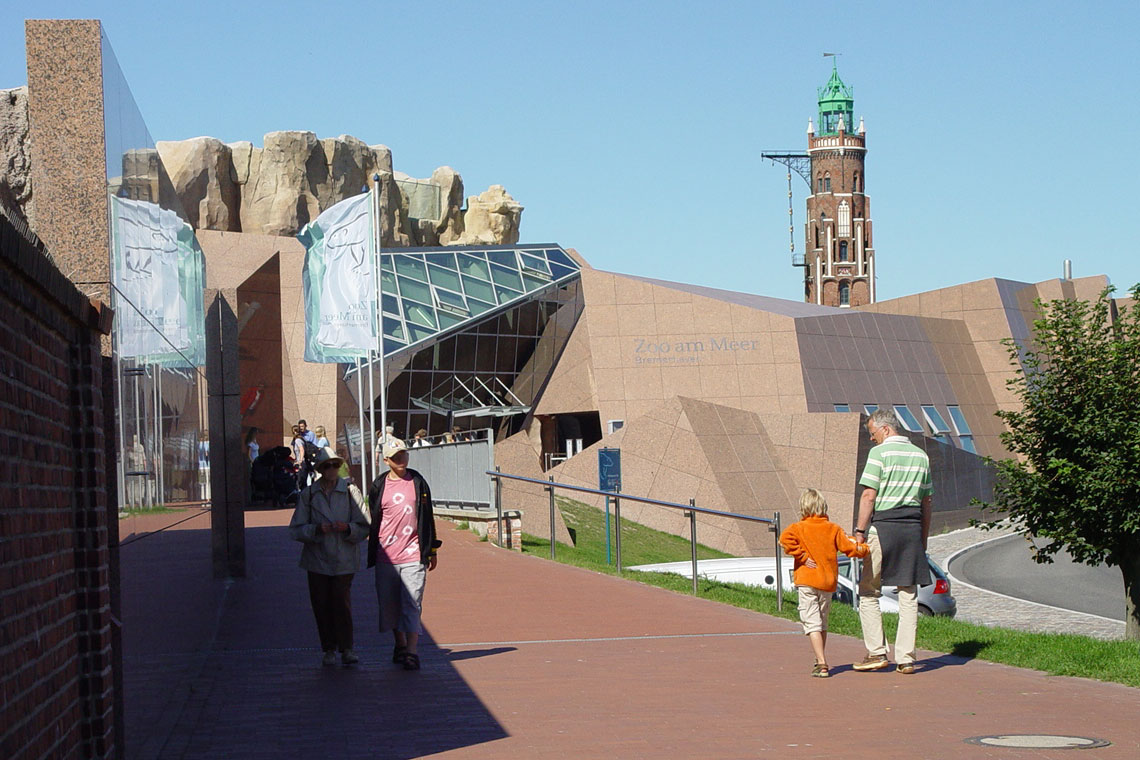
海滨动物园
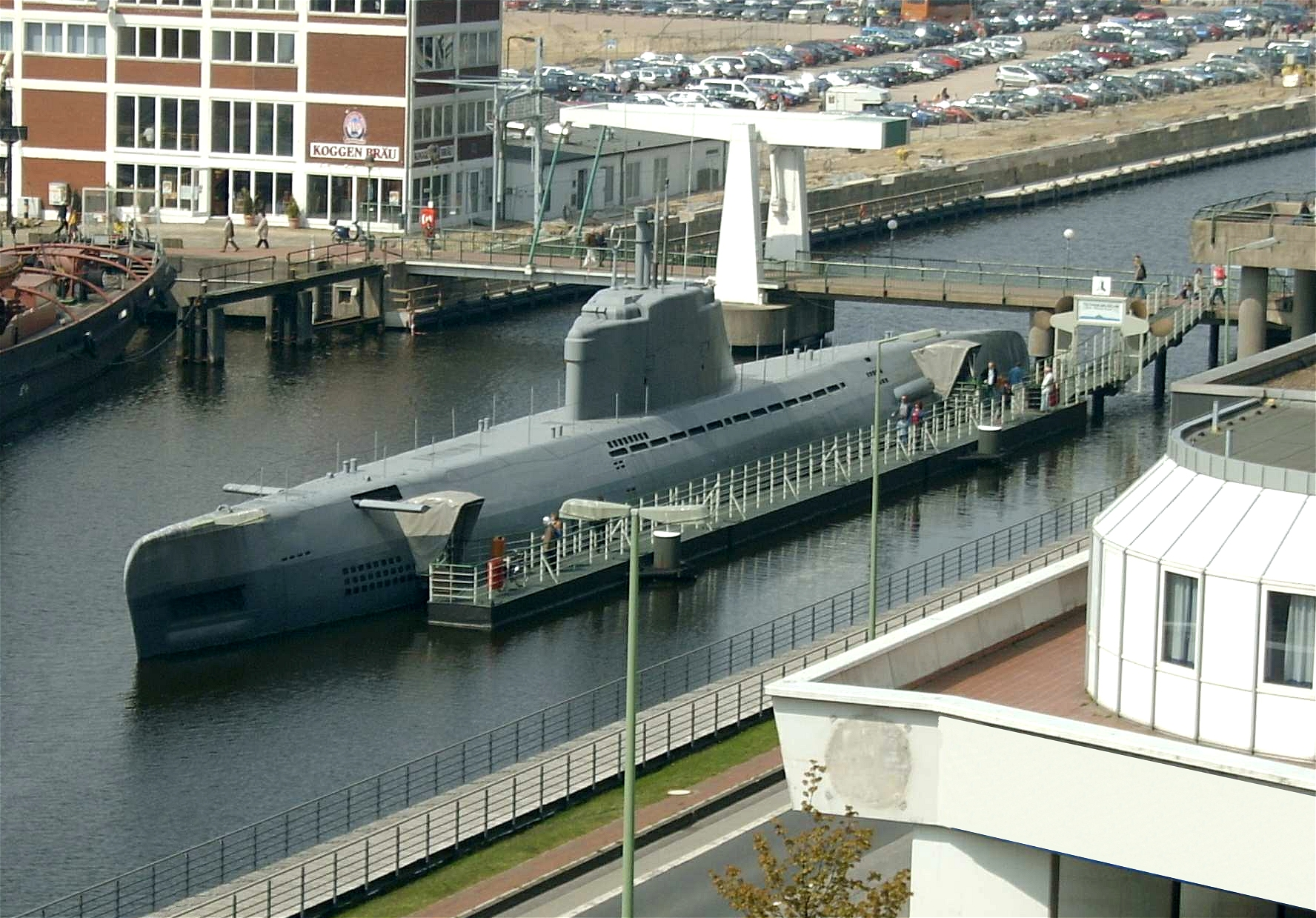
潜水艇博物馆
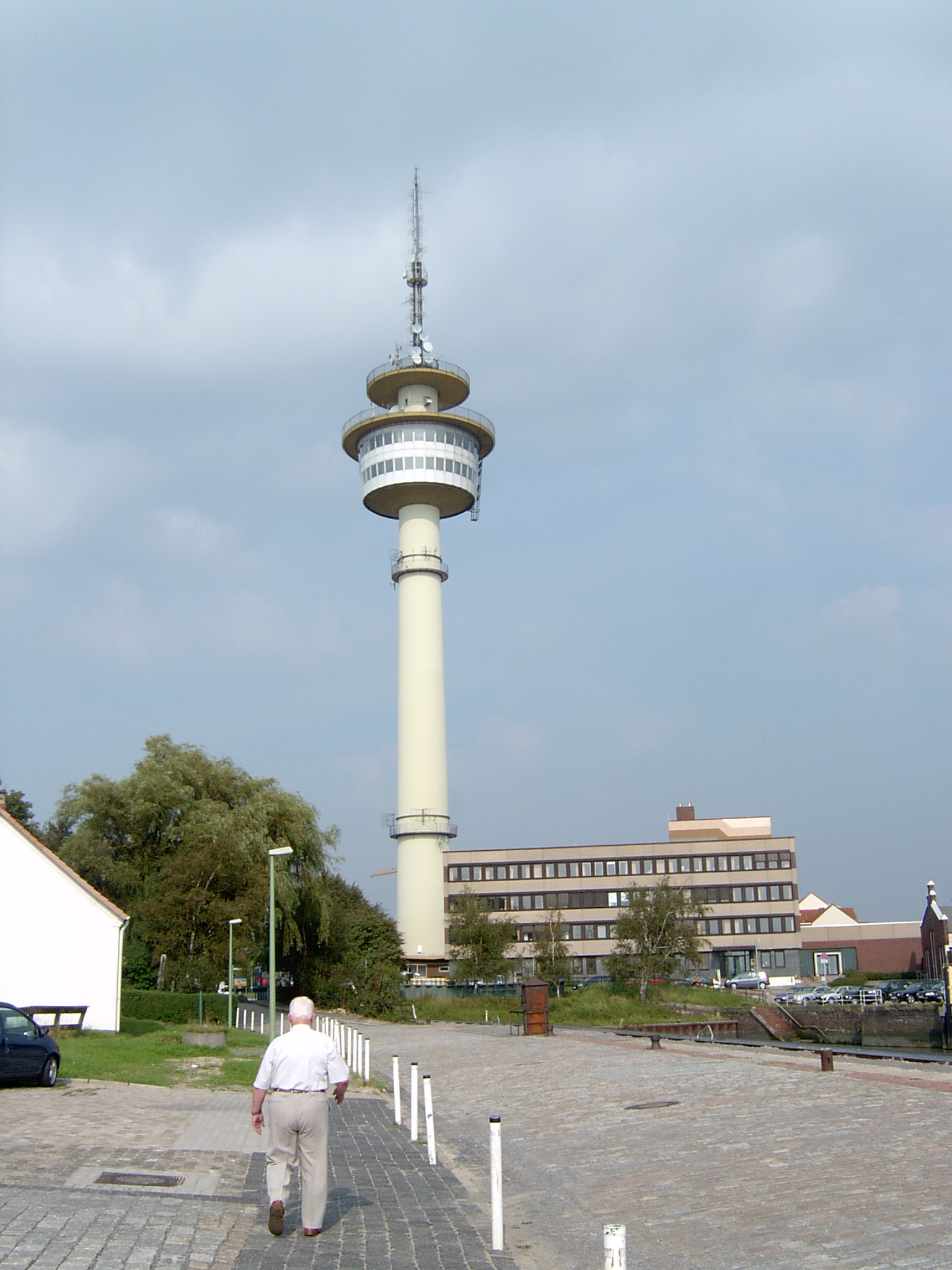
无线通讯塔
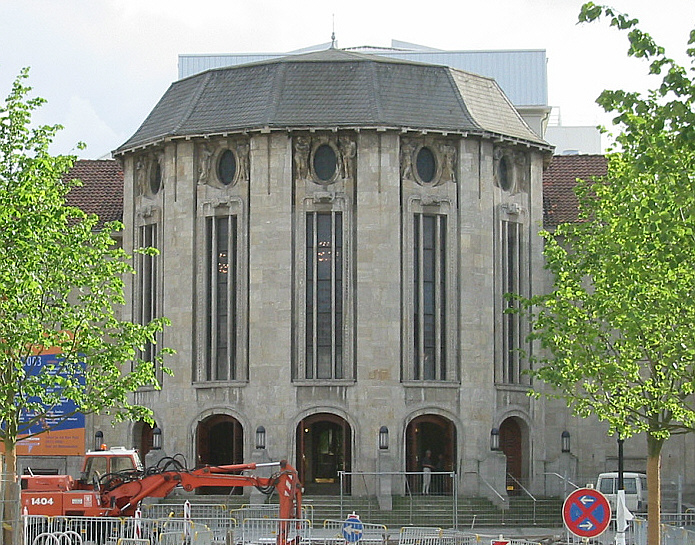
不来梅哈芬市立剧院
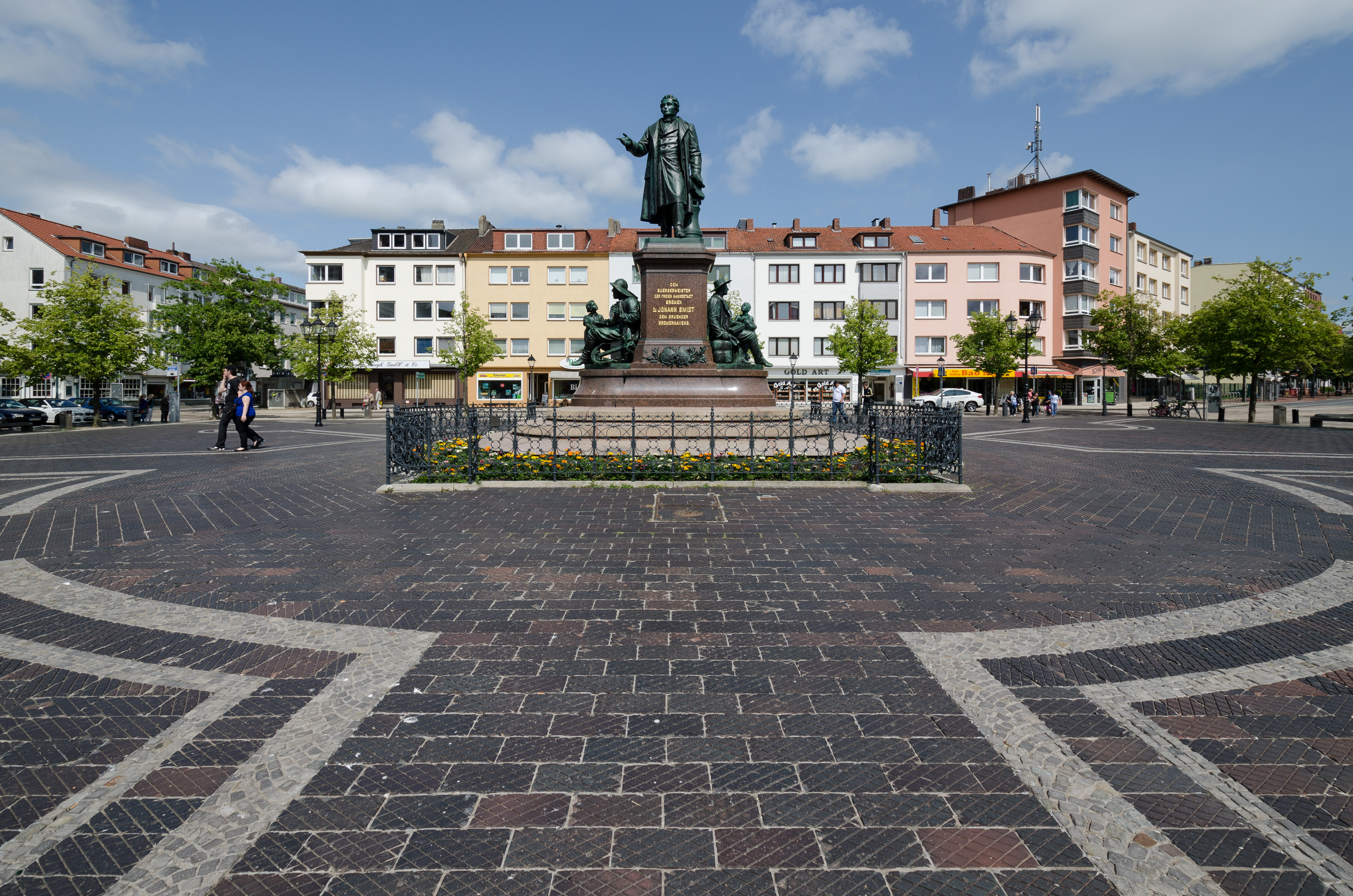
特奥多尔•豪斯广场
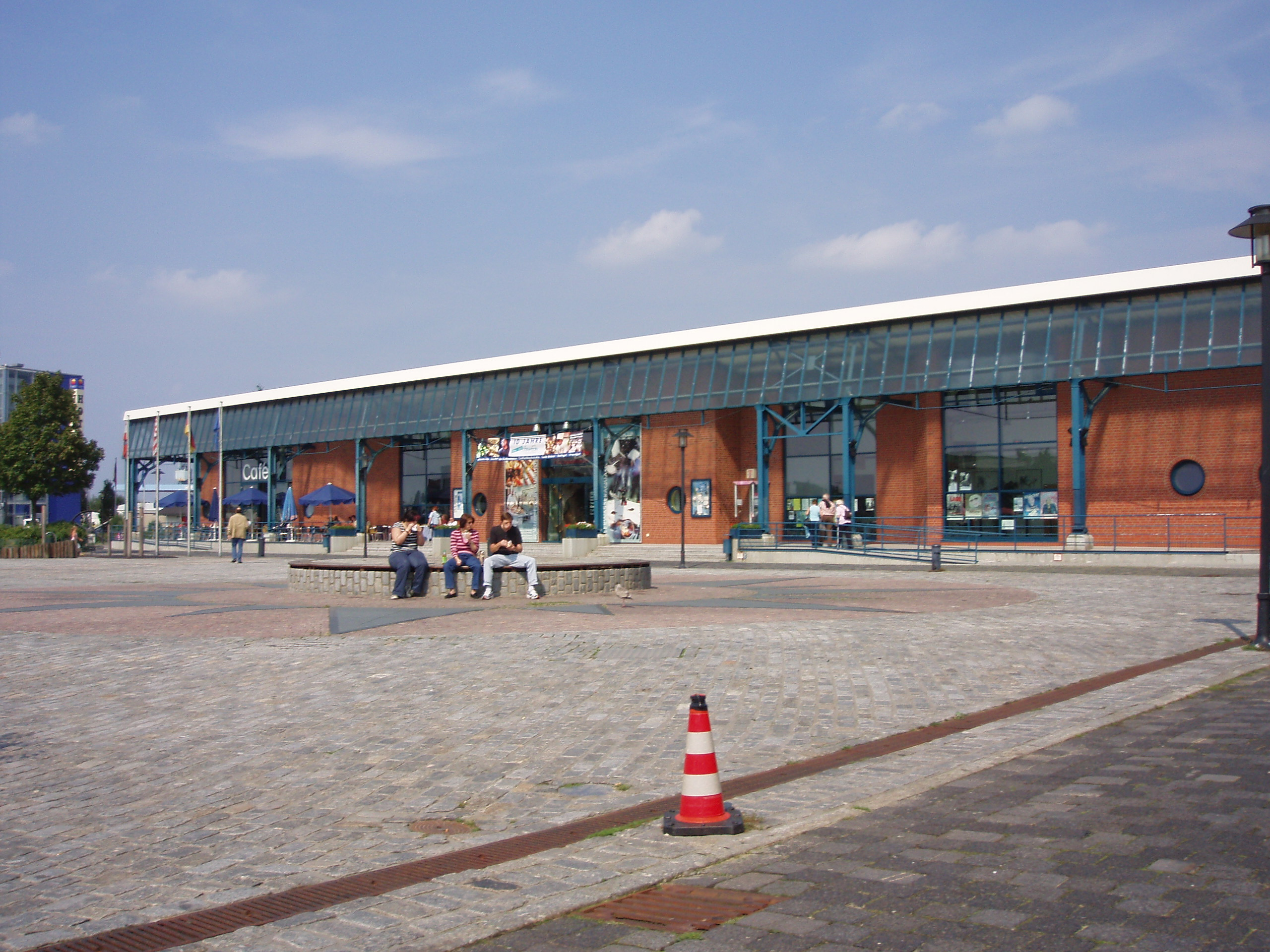
渔港橱窗

### 媒体
不来梅哈芬市发行量最大的日报是《北海日报》（Nordseezeitung）。不来梅电台在哥伦布中心设有一个分演播室。

### 大型活动
不来梅哈芬帆船节SAIL Bremerhaven分别在1986年、1990年、1992年和1995年举行过，直到它的举办周期最终定为五年一届，在两届大型的帆船节之间有一次小型的帆船节。2010年的不来梅哈芬帆船节迎来了16个国家的超过240艘各种船舶，参观人数大约为1百万人。

## 高校及科研院所

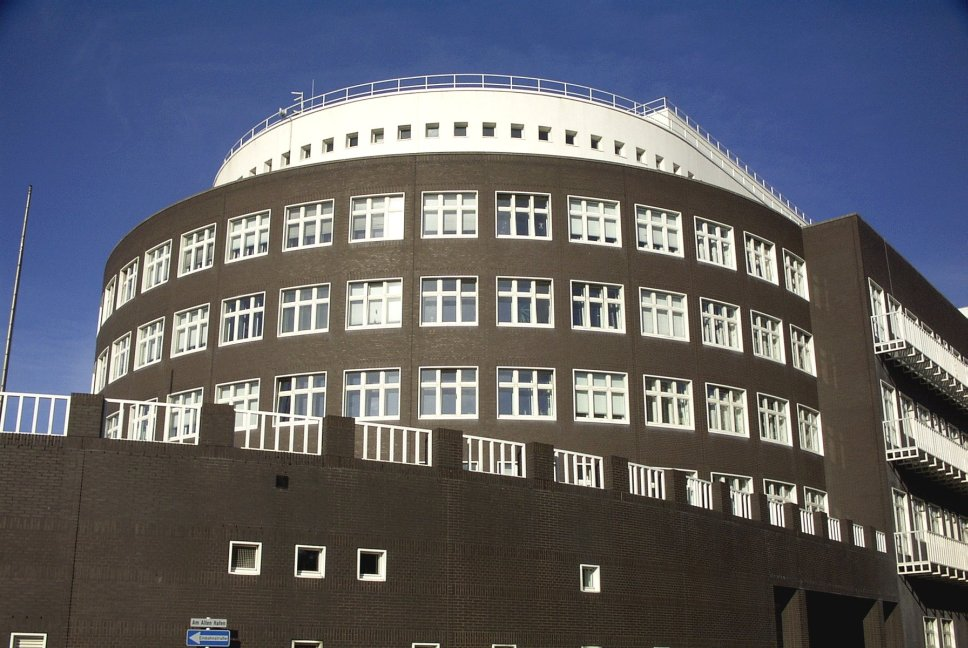
阿尔弗雷德•韦格纳极地海洋研究所

- 不来梅哈芬应用技术大学（Hochschule Bremerhaven），建于1975年，前身是不来梅科技与航海学院。
- 不来梅海运经济与物流研究院（ISL）分部
- 阿尔弗雷德•韦格纳极地海洋研究所（AWI），亥姆霍兹联合会下属的世界权威海洋研究所
- 弗劳恩霍夫风能和能源系统技术研究所（IWES），2009年更名，原弗劳恩霍夫风能和海洋技术中心
- 联邦德国农业部下属的海洋渔业以及渔业生态研究所计划于2016年迁至不来梅哈芬渔港内的新址

## 经济
不来梅哈芬的经济与港口紧密相关，最主要的产业是港口装卸、修船业以及鱼类和食品加工。

### 港口变迁

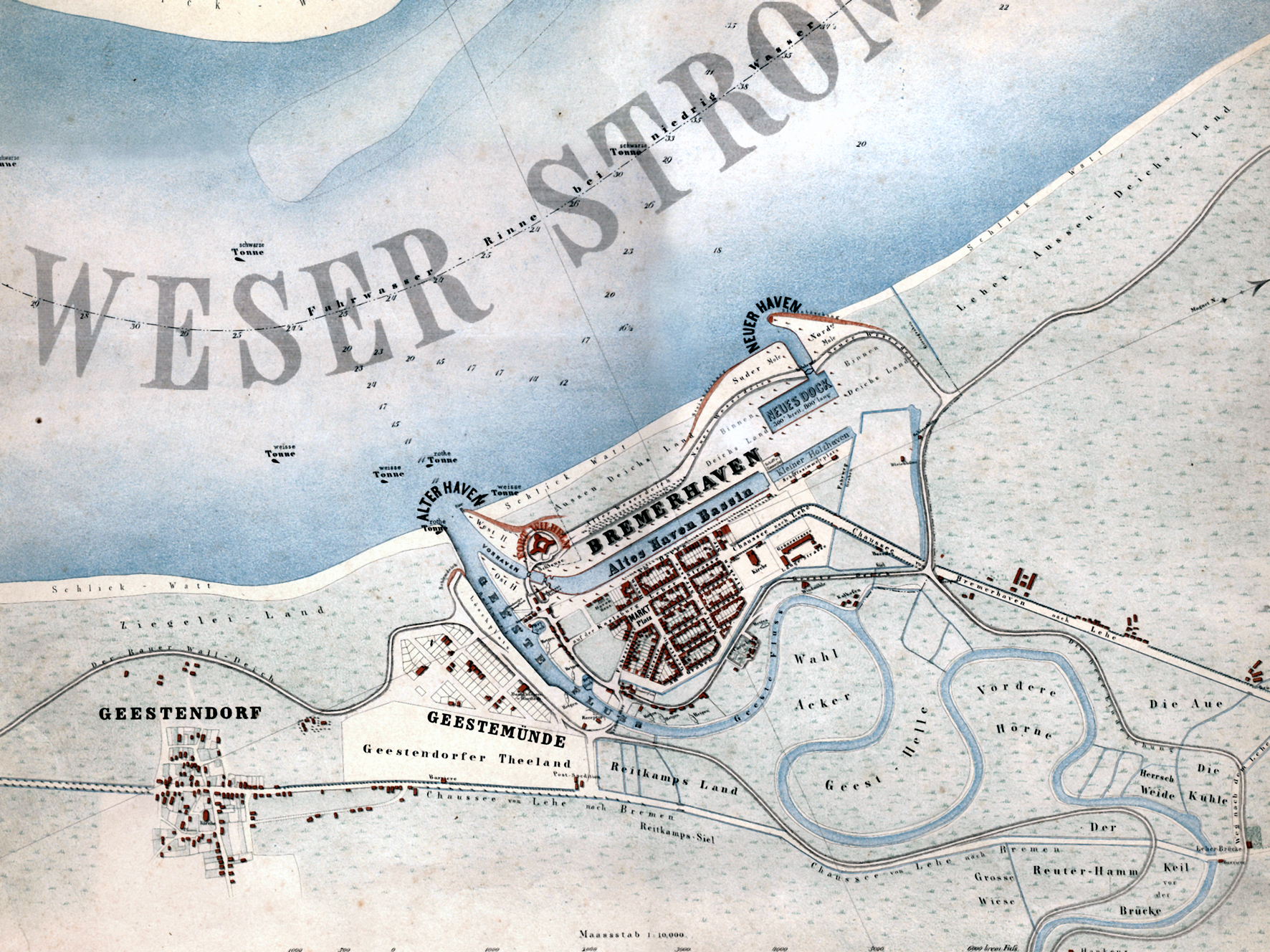
1849年的港口设施

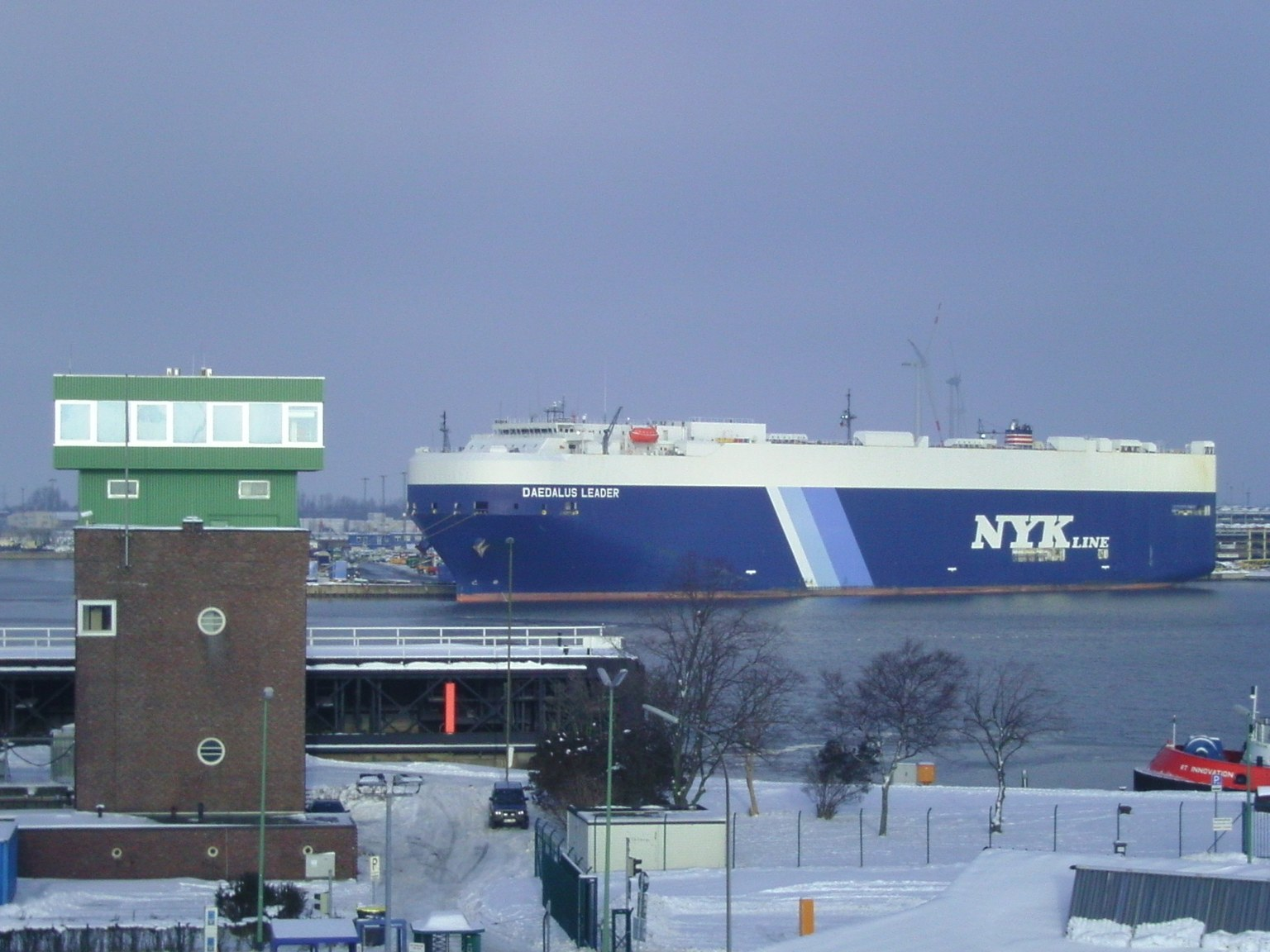
不来梅哈芬汽车港区

- 1827年：旧港池（Alter Hafen）动工
- 1847年：新港池（Neuer Hafen）动工
- 1872年：凯撒港池（Kaiserhafen）1期动工
- 1897年：将凯撒港池与威悉河分隔开的凯撒船闸（Kaiserschleuse）启用
- 1906-1908年：凯撒港池2期、3期和连接港池（Verbindungshafen）连续动工
- 1926年：香蕉转运码头投入使用
- 1927年：北船闸（Nordschleuse）动工
- 1928年：哥伦布邮轮码头建设完毕
- 1940-1945年：二战期间部分港口设施受损严重
- 1957年：滚装码头开始作业
- 1958年：第二个邮轮设施开始建设
- 1968年：开始在北港池（Nordhafen）进行集装箱作业。同年，开始在维悉河河岸建设顺岸式集装箱码头
- 1970年：第一艘载驳船（LASH）挂靠不来梅哈芬
- 1972年：1000米长的顺岸式集装箱码头1期整体竣工
- 1974年：位于不来梅哈芬的BLG件杂货码头开始建设
- 1977年：凯撒港池的汽车码头投入使用
- 1978-1980年：顺岸式集装箱码头开始扩建
- 1984年：连接港池的新建香蕉转运码头投入使用
- 1986年：集装箱码头的冷库启用
- 1992-1997年：集装箱码头3期建设
- 2000-2003年：集装箱码头3a期建设
- 2004-2008年：集装箱码头4期建设

### 港口管理
不来梅港务局（bremenports）是不来梅州的港务管理机构，它负责港口内的堤岸、闸门、道路与轨道设施的修建和维护；而港口运营商则负责楼宇设施的建设、设备的采购以及港口的日常运营。

#### 集装箱港区

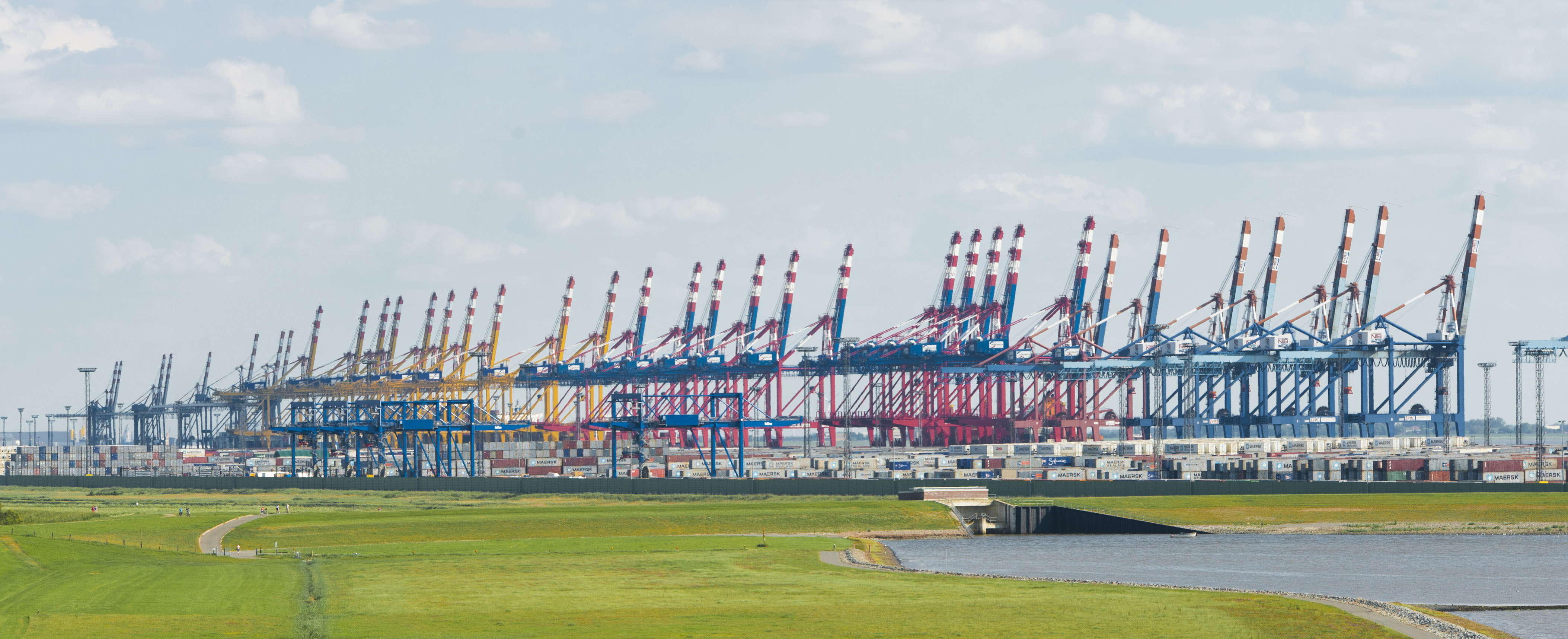
不来梅哈芬集装箱港区

不来梅州里最早的集装箱船是在不来梅市的内港作业，为了方便船舶挂靠，不来梅哈芬的集装箱码头于1968年才开始建造。2012年集装箱吞吐量达到610万标准箱，排行欧洲第4大港、全球第21大港。
得益于优越的地理位置，不来梅哈芬港的覆盖范围广阔。通过支线驳船集装箱可以中转到北欧斯堪迪纳维亚、东欧以及俄罗斯等地，通过公路和铁路集装箱可以运到德国以及中东欧的城市。不来梅哈芬的港口铁路发达、疏港网络密集，因此海铁联运在内陆运输中的平均比例达到45%以上。
岸线长近5公里的不来梅哈芬集装箱港区共分为3个相连的集装箱码头：
- Eurogate集装箱码头
- Eurogate与马士基合资的NTB集装箱码头
- Eurogate与TIL合资的MSC Gate码头

不来梅哈芬港与中国大陆、香港和台湾各主要港口之间均设有集装箱航线。

#### 汽车物流
不来梅哈芬港是欧洲最大的汽车港，德国、东欧和北欧的进出口汽车大部分是通过这个港中转。不来梅哈芬汽车港的运营商是在欧洲领先的汽车物流企业BLG，其前身为1877年创立的不来梅仓储股份公司。汽车码头总面积超过300万平方米，具备停放12万辆汽车的容量。2012年，该码头共转运218多万辆汽车。
除了小轿车以外，不来梅哈芬港还通过滚装的方式转运挖掘机、起重机和机械设备等重大件货物。德国产的磁悬浮列车即是从不来梅哈芬运往中国。

#### 邮轮母港
作为豪华邮轮的出发以及目的港，不来梅哈芬的哥伦布邮轮中心每年迎来约7万名前往北海、波罗的海或者地中海等地旅游的旅客。

### 修船业

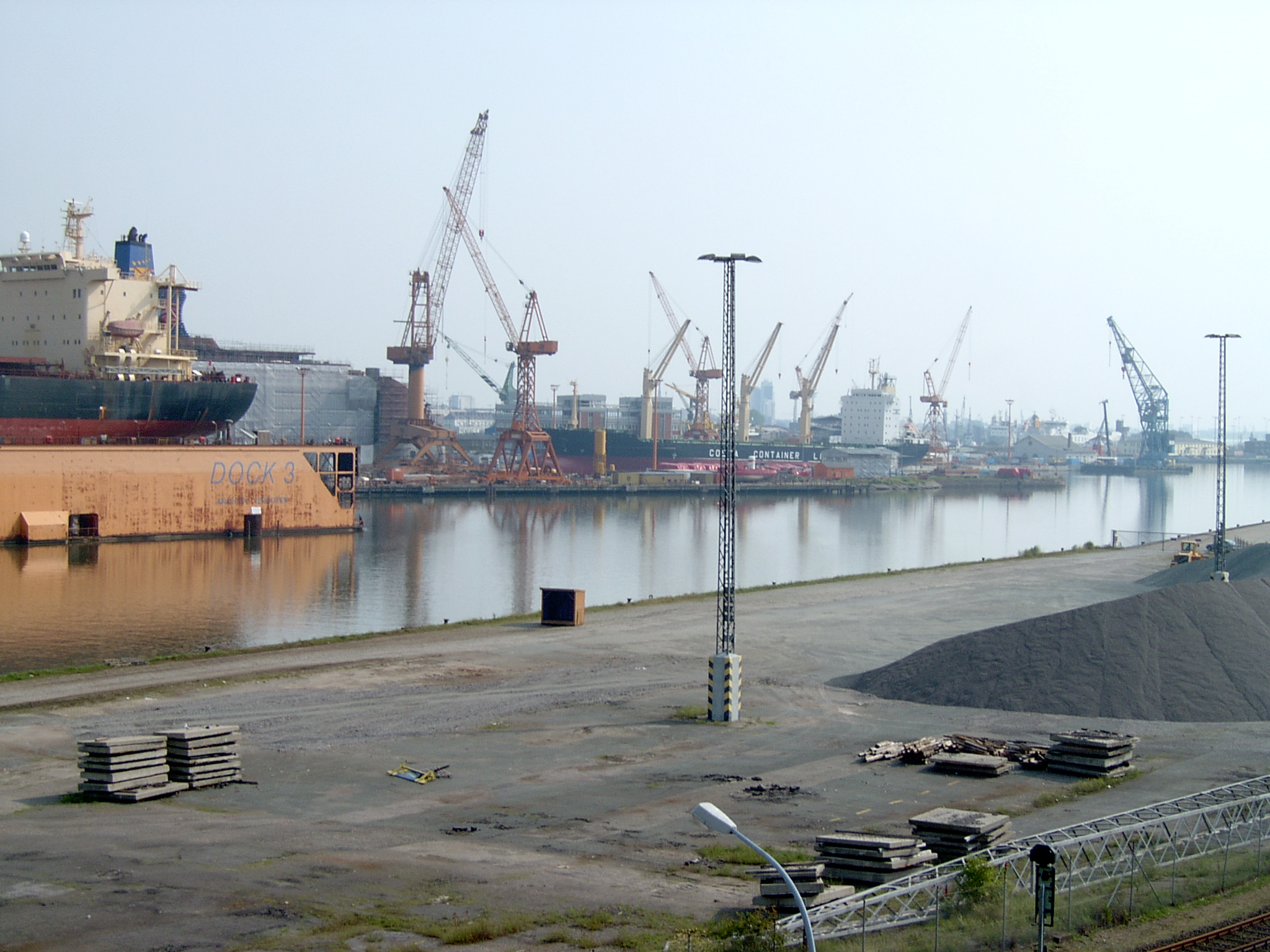
不来梅哈芬修船厂

不来梅哈芬和不来梅一度是全球主要的造船基地之一。上世纪下半叶，随着造船业向人工成本更为低廉的东亚国家转移，不来梅哈芬的船厂目前只能获得修船业务：
- Bredo（不来梅哈芬船坞），拥有4个船坞和300名员工，业务为船舶修理、船舶加长和新船装备。
- German Dry Docks（德国干船坞），由Rickmers-Lloyd船厂和MWB发动机工厂船舶技术部组成的合资船厂，拥有4个船坞和100名员工，必要时可以借用相邻的另外2个船坞。
- Lloyd Werft Bremerhaven（劳埃德船厂），原是北德劳埃德船公司（现赫伯罗特）的内部修船厂，现主要进行大型船舶的维修和改造，拥有3个船坞和600名员工。

### 鱼类和食品加工
不来梅哈芬至今仍是德国最重要的渔港，这个城市也因此获得“Fischtown（渔城）”的别名，而不来梅哈芬的居民也被戏称为“Fischköppe（鱼头）”。
不来梅哈芬有码头提供香蕉和其他热带水果的转运以及仓储、催熟等增值服务。
渔港内现在加工的不仅有新鲜到港的水产品，还有远洋船舶或者汽车运来的冷冻鱼制品。现代人生活和饮食习惯的变化不断地扩大速食食品的市场容量。渔港内的企业也相应调整产品类型，除了加工鱼制品外，还从海外进口原料加工意大利馅饼和其他不带防腐剂的速冻速食食品，其中代表性的企业包括Deutsche See、Frosta、Nordsee、Frozen Fish International。

### 风力发电
不来梅哈芬是德国最重要的海上风电发展基地。在城市南部的工业区内分布着Areva、Repower、WeserWind等海上风电集群的企业。为了给这里生产的海上风力设备提供更好的装运条件，不来梅州计划在靠近工业区的河岸建设专门的海上风电码头（Offshore Terminal）。

## 交通

### 公共交通
不来梅哈芬巴士公司共经营16条巴士线和2条夜间路线，几家私营的客运公司还经营13条通往库克斯港、威廉港、奥尔登堡等地的地区巴士线。

### 高速公路
德国联邦高速A27从不来梅哈芬的东面穿过，一端连接库克斯港，一端在瓦尔斯罗德与A7高速相连。A27高速是不来梅哈芬港重要的疏港动脉。

### 铁路客运
不来梅哈芬主火车站有通往不来梅、汉诺威、奥斯纳布吕克、特维斯特林根、库克斯港等地的火车，乘客可以在不来梅或者汉诺威转乘长途城际快车。

### 机场
为了建设海上风电码头，不来梅哈芬市南端的Luneort小型机场即将关闭。小型商务或私人飞机可以在不来梅哈芬市以北的库克斯港-诺德霍尔茨小型机场降落。
距离不来梅哈芬最近的国际机场是不来梅机场。

### 轮渡
在不来梅哈芬市南部有一条通往威悉河对岸的诺登哈姆市的汽车轮渡，市中心的客运码头有一条通往黑尔格兰岛的客运航线，而哥伦布邮轮中心则是豪华邮轮母港。